# Лаурентиус, Лехо
Лехо Лаурентиус (эст. Leo Laurentius, 28 августа 1904, Санкт-Петербург — 31 января 1998, Стокгольм) — эстонский и шведский шахматист, чемпион Эстонии по шахматам (1932). После переезда в Швецию выступал под фамилией Лаурине.

## Биография
Был шахматным журналистом, публиковался в газетах и журнале «Eesti Male» («Шахматы Эстонии») под редакцией П. П. Кереса. Победил на чемпионате Эстонии по шахматам в 1932 году и стал бронзовым призёром в 1935 году.
Играл за сборную Эстонии на двух шахматных олимпиадах:
- в 1935 году на третьей доске (+4 −8 =2);[2]
- в 1936 году на пятой доске (+5 −7 =3)[3].

В 1944 году во время Второй мировой войны эмигрировал из Эстонии. После войны жил в Швеции. В 1947 году в Уппсале был одним из основателей шахматной федерации Эстонии в изгнании. Шесть раз побеждал в чемпионатах Гётеборга по шахматам (1949, 1951, 1952, 1954, 1957, 1958 гг.). В 1952 году победил в турнире шахматистов Балтии. В 1963 году поделил 3—4 места на международном турнире в Стокгольме (победил В. В. Смыслов). В 1967 году победил в чемпионате Стокгольма по шахматам. В 1963—73 годах был редактором издававшиеся в Швеции журнала «Eesti Male».